# Rosellina Piano
Rosellina Piano (Asti, 23 luglio 1947) è una scrittrice italiana.

## Biografia
Nel 2005 pubblica il suo primo volume, la raccolta epistolare Senza Dote (Alzani Editore). Da una raccolta di 220 lettere originali del periodo 1905-1909, il libro ricostruisce la vicenda della difficile storia d'amore fra Maria Olga Bonacossa e il conte Calisto Gazelli di Rossana, ufficiale di Cavalleria.
Nel 2007 pubblica il romanzo storico Cavalleria (Chiaramonte Roberto Produzioni Grafiche per Vivant), che racconta gli eventi accaduti alla Scuola di Cavalleria di Pinerolo negli anni tra il 1902 e 1907, nel quadro della belle Époque.
Nel 2010 scrive in collaborazione con Maurizio Lanza due biografie ambientate nel mondo dei pionieri del volo: Gaspare Bolla, cavaliere perdutissimo, e Al Galoppo nel Cielo, Giulio Palma di Cesnola (Umberto Soletti Editore). Cavalieri e aviatori, i due personaggi ripropongono gli esordi dell'aviazione italiana nel periodo dannunziano.
Sempre nel 2010 pubblica La città delle Donne, riferito a personaggi femminili della Torino nel primo novecento.
Nel 2012 pubblica Signorina Aviatrice, prima pilota italiana (Umberto Soletti Editore), narrazione dedicata a Rosina Ferrario, prima pilota italiana brevettatasi nel 1913.
Alla fine del 2013 pubblica Più leggere dell'aria, dedicato al volo femminile italiano dal primo brevetto del 1913 al 2013.
Nel 2014 pubblica Il Boogie più Grande, Le paracadutiste italiane, nel 2015 La Leggenda di Little Gaby e Una Voce d'Acqua, tutti per Umberto Soletti Editore.
Nel 2018 pubblica Le Dame Dipinte, per l'editore Team Service di Asti
Nel 2024 pubblica: Di Padre in Figlio, La romantica nobiltà di Carlo Emanuele e Federico Cotti, conti di Ceres e Scurzolengo - Team Service Editore - Asti
Conversazioni e presentazioni a:Torino (Circolo dei lettori) – Milano - Savona – Pordenone – Trieste -  Roma Tor di Quinto – Cremona – Parma – Villanova d'Albenga – Reggio Emilia – Alessandria – Pinerolo – Villanova d’Asti – Moncalvo – San Damiano – San Paolo Solbrito -  Aeroporto Campoformido – Caselle Torinese – Valfenera – Bra – Valenza – Montegrosso – Castagnole Lanze – Fontanile – Aosta – Alba – Vesime – Cocconato – Volandia (Malpensa)